# Anton Nebylitskij
Anton Nebylitskij (ry: Антон Небылицкий), född 11 oktober 1989 i Moskva, är en rysk racerförare.

## Racingkarriär
| År                                               | Klass/Mästerskap                          | Team                        | Bil                       | Totalt/Poäng   | Bästa placering              |
| ------------------------------------------------ | ----------------------------------------- | --------------------------- | ------------------------- | -------------- | ---------------------------- |
| 2004                                             | Formula RUS                               | LOTTA Racing                | AKKC FR 02/2 (Alfa Romeo) | 6:a/28p        | ?                            |
| 2006                                             | Formula Renault 2.0 Northern European Cup | SL Formula Racing           | Tatuus FR2000 (Renault)   | 13:e/116p      | 6:a på Assen (Race 2)        |
| 2006                                             | Formula Renault 2.0 Eurocup               | SL Formula Racing           | Tatuus FR2000 (Renault)   | -/0p           | 18:e i Istanbul (Race 1)     |
| 2006                                             | Formula Renault 2.0 UK Winter Series      | SL Formula Racing           | Tatuus FR2000 (Renault)   | -/0p           | 10:e på Croft (Race 1)       |
| 2007                                             | Formula Renault 2.0 Eurocup               | SL Formula Racing           | Tatuus FR2000 (Renault)   | -/0p           | 12:a på Zolder (Race 1)      |
| 2007                                             | Formula Renault 2.0 Northern European Cup | SL Formula Racing           | Tatuus FR2000 (Renault)   | 22:a/63p       | 6:a på Zolder (Race 1)       |
| 2008                                             | Formula Renault 2.0 West European Cup     | SG Formula                  | Tatuus FR2000 (Renault)   | 7:a/41p        | 3:a i Dijon (Race 2)         |
| 2008                                             | Formula Renault 2.0 Eurocup               | SG Drivers' Project         | Tatuus FR2000 (Renault)   | 20:e/7p        | 7:a i Barcelona (Race 1)     |
| 2009                                             | Formula Renault 3.5 Series                | Red Devil Comtec SG Formula | Dallara FR35 (Renault)    | 27:a/1p        | 11:a på Nürburgring (Race 2) |
| 2010                                             | Formula Renault 3.5 Series                | KMP Racing                  | Dallara FR35 (Renault)    | 14:e/31p       | 3:a i Brno (Race 1)          |
| 2011                                             | Formula Renault 3.5 Series                | KMP Racing                  | Dallara GMP (Nissan VQ35) | säsongen pågår | säsongen pågår               |
| Senast uppdaterad: 2011-04-14 (4987 dagar sedan) |                                           |                             |                           |                |                              |